# Jama (Przewóz)
Jama – przysiółek wsi Przewóz w Polsce, położony w województwie opolskim, w powiecie kędzierzyńsko-kozielskim, w gminie Cisek.
W latach 1975–1998 przysiółek położony był w województwie opolskim.